# Козловский, Афанасий Григорьевич
Князь Афанасий Григорьевич Козловский — голова и воевода во времена правления Михаила Фёдоровича.
Из княжеского рода Козловские. Старший сын князя Григория Ивановича Козловского. Имел братьев князей: Василия и воеводу Михаила Григорьевичей.

## Биография
В 1618-1619 годах первый воевода в Курске, откуда послан головою с войском против татар, которых и прогнал. В 1623 году воевода в Великих Луках. В 1627-1640 годах в боярских книгах записан московским дворянином. В 1627 году первый воевода Большого полка в Рязани. В феврале и марте 1635 года встречал на первой встрече при представлении Государю польских послов. В сентябре 1636 года ездил вместо окольничего перед Государём для организации станов при царском богомольном походе в Троице-Сергиев монастырь.
Имел сыновей князей: боярина Григория и стольника и воеводу Андрея Афанасьевичей.

## Критика
В списках городовых воевод XVII столетия историк А.П. Барсуков упоминает без указания отчества две службы воеводы князя Афанасия Козловского: в 1628 году в Ржеве и в 1633 году в Переславле-Рязанском. В родословных книгах ещё упомянуты современники: князь Афанасий Фёдорович Козловский (ум.1661), о котором говорится только, что он был комнатным стольником и убит под Черниговым и без упоминания служб князя Афанасия Васильевича Козловского. Вероятно, что указанные воеводские службы, которые не пересекаются с упомянутыми в исторических документах для данного исторического лица, относятся к князю Афанасию Григорьевичу Козловскому, тем более что он по своему местническому положению уже бывал первым воеводою в Рязани.